# 前哨狙撃兵

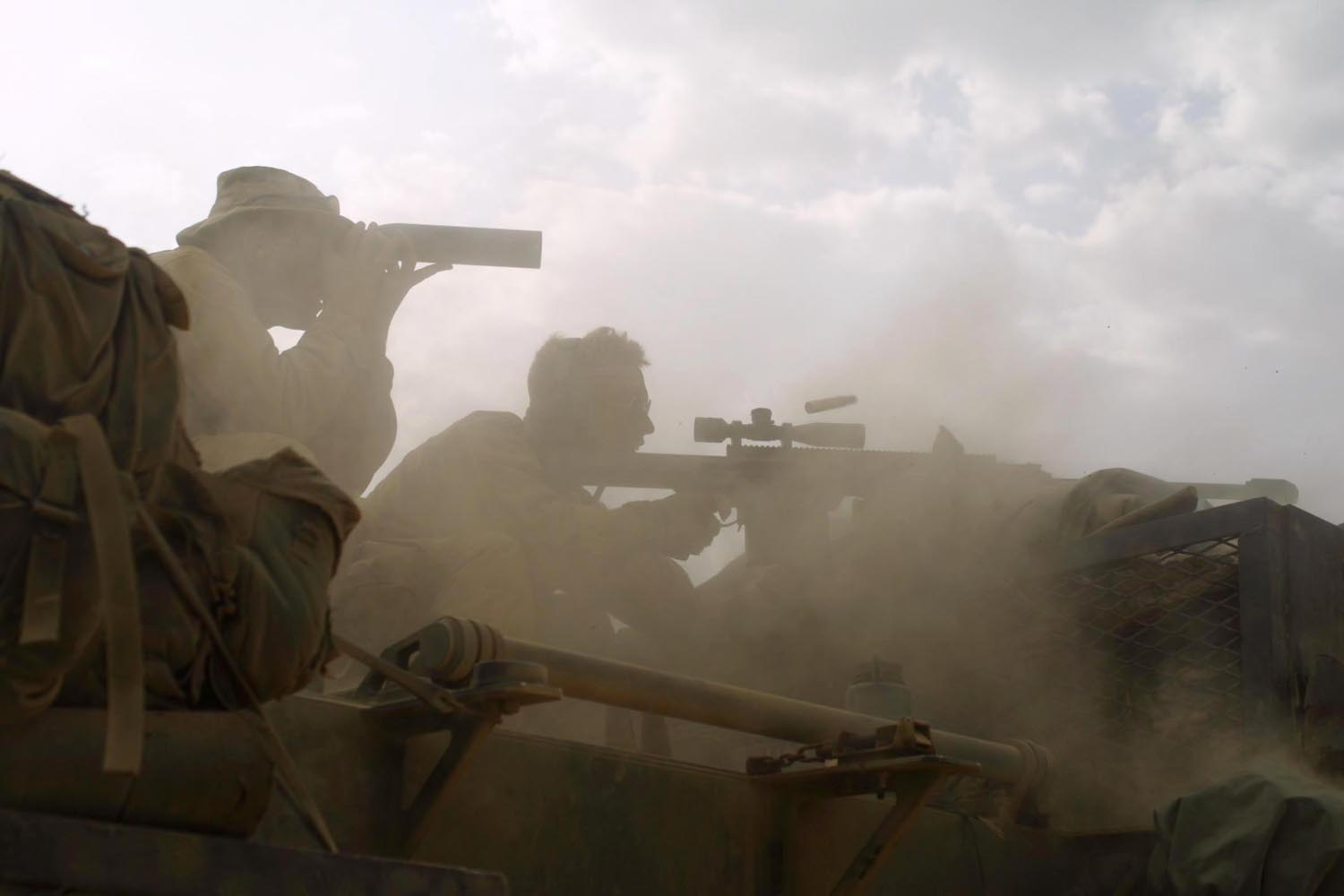
ジブチにて作戦中の前哨狙撃兵チーム

前哨狙撃兵（ぜんしょうそげきへい 英:Scout Sniper スカウトスナイパー）とは、アメリカ海兵隊の兵科の1つで、狙撃任務以外に、偵察・斥候・観測なども目的とした狙撃兵のことである。

## 概要
上級歩兵またはそれ以上の野戦能力を持つ狙撃兵の内、STA（観測及び目標要求小隊）などの偵察部隊、もしくはMEU（海兵隊遠征隊）、フォース･リーコン（海兵隊武装偵察部隊）等に配属されている狙撃兵を示す。
通常の狙撃兵との違いは、一般的な狙撃兵が、遠距離の目標を狙撃するのが主任務なのに対して、前哨狙撃兵は狙撃のみならず、隠密行動で目標に接近、観測や偵察を行う点にある。そのため、高い隠密行動能力が要求される。また、前哨狙撃兵は砲兵の着弾観測員の役割も果たす必要性もあり、砲術についても高い知識を必要とする。
このように、一般狙撃兵と前哨狙撃兵の間で果たすべき任務に大きく違いがあることに起因して、一般狙撃兵には前哨狙撃兵が邪道と映り、前哨狙撃兵には一般狙撃兵が腰抜けと映る、といった意識のズレが存在するとの指摘もある。

## 訓練課程
上級訓練校の「前哨狙撃兵学校」で共通基準の訓練が行われる。1967年に設立された初期の学校は、キャンプ・ペンドルトンの狙撃兵学校に併設されていたが、現在はハワイ海兵隊基地群に移設されている。また、ハワイ以外にもネバダ州に訓練コースが設けられている。訓練期間は基本的に10週間程度であり、この間に狙撃、観測、偵察、隠密行動等の上級訓練を受講する。
2002年に、従来の前哨狙撃兵訓練規定が改定されるに伴い、訓練コースも一新され、肉体的な耐久力重視の訓練から、精神的重圧に対する耐久力も重要視されるようになる。また、健康上の問題や任務時の危険性の高騰、及び肉体、体力、精神力の低下を招く喫煙などは厳禁とされ、喫煙者は訓練課程を受講することが、公式に不可能となった。

## 備考
2012年2月、前哨狙撃兵が1980年代ごろより "SS" と表記された旗を用いていると報道された。このSSは Scout Sniper の頭文字を採ったもので、白いルーン文字が青い布地に染め抜かれていたが、ナチス親衛隊の "SS" シンボルと酷似していた。海兵隊に寄せられた批判に対し、当時の海兵隊総司令官は謝罪するとともに、同旗の使用禁止と実態調査を命じた。

## 参考・脚注
1. 1 2  ワールドフォトプレス 月刊『コンバットマガジン』2006年3月号 p204